# Badminton op de Olympische Zomerspelen 2016 – Vrouwen dubbelspel
Het vrouwen dubbelspel in het badminton op de Olympische Zomerspelen 2016 in Rio de Janeiro vond plaats van 11 tot en met 18 augustus 2016.

## Plaatsingslijst
| Nr. | Speler                                  | Prestatie    | Uitgeschakeld door                      |
| --- | --------------------------------------- | ------------ | --------------------------------------- |
| 1.  | Misaki Matsutomo Ayaka Takahashi        | Goud         | niet van toepassing                     |
| 2.  | Tang Yuanting Yu Yang                   | Halve finale | Christinna Pedersen Kamilla Rytter Juhl |
| 3.  | Nitya Krishinda Maheswari Greysia Polii | Kwartfinale  | Tang Yuanting Yu Yang                   |
| 4.  | Jung Kyung-eun Shin Seung-shan          | Brons        | Misaki Matsutomo Ayaka Takahashi        |

## Groepsfase
In elke groep spelen alle spelers onderling tegen elkaar. De eerste twee van elke groep plaatsen zich voor de knock-outfase.

### Groep A
| Spelers                                       | Gsp | W | V | SW | SV | Ptn |
| --------------------------------------------- | --- | - | - | -- | -- | --- |
| Misaki Matsutomo / Ayaka Takahashi            | 3   | 3 | 0 | 6  | 0  | 3   |
| Eefje Muskens / Selena Piek                   | 3   | 2 | 1 | 4  | 3  | 2   |
| Puttita Supajirakul / Sapsiree Taerattanachai | 3   | 1 | 2 | 2  | 4  | 1   |
| Jwala Gutta / Ashwini Ponnappa                | 3   | 0 | 3 | 1  | 6  | 0   |

| Team 1                                        | Uitslag             | Team 2                                        |
| --------------------------------------------- | ------------------- | --------------------------------------------- |
| Misaki Matsutomo / Ayaka Takahashi            | 21-15, 21-10        | Jwala Gutta / Ashwini Ponnappa                |
| Eefje Muskens / Selena Piek                   | 21-13, 22-20        | Puttita Supajirakul / Sapsiree Taerattanachai |
| Misaki Matsutomo / Ayaka Takahashi            | 21-15, 21-15        | Puttita Supajirakul / Sapsiree Taerattanachai |
| Eefje Muskens / Selena Piek                   | 21-16, 16-21, 21-17 | Jwala Gutta / Ashwini Ponnappa                |
| Misaki Matsutomo / Ayaka Takahashi            | 21-9, 21-11         | Eefje Muskens / Selena Piek                   |
| Puttita Supajirakul / Sapsiree Taerattanachai | 21-17, 21-15        | Jwala Gutta / Ashwini Ponnappa                |

### Groep B
| Spelers                                   | Gsp | W | V | SW | SV | PW  | PV  | Ptn |
| ----------------------------------------- | --- | - | - | -- | -- | --- | --- | --- |
| Jung Kyung-eun / Shin Seung-shan          | 3   | 2 | 1 | 4  | 2  | 118 | 92  | 2   |
| Christinna Pedersen / Kamilla Rytter Juhl | 3   | 2 | 1 | 4  | 2  | 113 | 91  | 2   |
| Luo Ying / Luo Yu                         | 3   | 2 | 1 | 4  | 2  | 108 | 100 | 2   |
| Eva Lee / Paula Lynn Obanana              | 3   | 0 | 3 | 0  | 6  | 70  | 126 | 0   |

| Team 1                                    | Uitslag      | Team 2                                    |
| ----------------------------------------- | ------------ | ----------------------------------------- |
| Christinna Pedersen / Kamilla Rytter Juhl | 11-21, 18-21 | Luo Ying / Luo Yu                         |
| Jung Kyung-eun / Shin Seung-shan          | 21-14, 21-12 | Eva Lee / Paula Lynn Obanana              |
| Christinna Pedersen / Kamilla Rytter Juhl | 21-9, 21-6   | Eva Lee / Paula Lynn Obanana              |
| Jung Kyung-eun / Shin Seung-shan          | 21-10, 21-14 | Luo Ying / Luo Yu                         |
| Jung Kyung-eun / Shin Seung-shan          | 16-21, 18-21 | Christinna Pedersen / Kamilla Rytter Juhl |
| Luo Ying / Luo Yu                         | 21-14, 21-15 | Eva Lee / Paula Lynn Obanana              |

### Groep C
| Spelers                                   | Gsp | W | V | SW | SV | Ptn |
| ----------------------------------------- | --- | - | - | -- | -- | --- |
| Nitya Krishinda Maheswari / Greysia Polii | 3   | 3 | 0 | 6  | 0  | 3   |
| Vivian Hoo Kah Mun / Woon Khe Wei         | 3   | 2 | 1 | 4  | 2  | 2   |
| Heather Olver / Lauren Smith              | 3   | 1 | 2 | 2  | 5  | 1   |
| Poon Lok Yan / Tse Ying Suet              | 3   | 0 | 3 | 1  | 6  | 0   |

| Team 1                                    | Uitslag             | Team 2                            |
| ----------------------------------------- | ------------------- | --------------------------------- |
| Nitya Krishinda Maheswari / Greysia Polii | 21-9, 21-11         | Poon Lok Yan / Tse Ying Suet      |
| Vivian Hoo Kah Mun / Woon Khe Wei         | 21-17, 24-22        | Heather Olver / Lauren Smith      |
| Vivian Hoo Kah Mun / Woon Khe Wei         | 21-15, 21-13        | Poon Lok Yan / Tse Ying Suet      |
| Nitya Krishinda Maheswari / Greysia Polii | 21-10, 21-13        | Heather Olver / Lauren Smith      |
| Nitya Krishinda Maheswari / Greysia Polii | 21-19, 21-19        | Vivian Hoo Kah Mun / Woon Khe Wei |
| Heather Olver / Lauren Smith              | 21-17, 18-21, 21-16 | Poon Lok Yan / Tse Ying Suet      |

### Groep D
| Spelers                           | Gsp | W | V | SW | SV | Ptn |
| --------------------------------- | --- | - | - | -- | -- | --- |
| Chang Ye-na / Lee So-hee          | 3   | 3 | 0 | 6  | 2  | 3   |
| Tang Yuanting / Yu Yang           | 3   | 2 | 1 | 5  | 2  | 2   |
| Gabriela Stoeva / Stefani Stoeva  | 3   | 1 | 2 | 2  | 4  | 1   |
| Johanna Goliszewski / Carla Nelte | 3   | 0 | 3 | 1  | 6  | 0   |

| Team 1                           | Uitslag             | Team 2                            |
| -------------------------------- | ------------------- | --------------------------------- |
| Chang Ye-na / Lee So-hee         | 24-22, 21-15        | Gabriela Stoeva / Stefani Stoeva  |
| Tang Yuanting / Yu Yang          | 21-10, 21-11        | Johanna Goliszewski / Carla Nelte |
| Chang Ye-na / Lee So-hee         | 21-18, 18-21, 21-17 | Johanna Goliszewski / Carla Nelte |
| Tang Yuanting / Yu Yang          | 21-14, 21-11        | Gabriela Stoeva / Stefani Stoeva  |
| Tang Yuanting / Yu Yang          | 18-21, 21-14, 11-21 | Chang Ye-na / Lee So-hee          |
| Gabriela Stoeva / Stefani Stoeva | 21-14, 21-19        | Johanna Goliszewski / Carla Nelte |

## Knock-outfase
|  | Kwartfinale | Kwartfinale                             | Kwartfinale                             | Kwartfinale                             | Kwartfinale |                                |                                  | Halve finale | Halve finale         | Halve finale         | Halve finale         | Halve finale         |                      |    | Finale | Finale                           | Finale | Finale | Finale | Finale | Finale |
|  |             |                                         |                                         |                                         |             |                                |                                  |              |                      |                      |                      |                      |                      |    |        |                                  |        |        |        |        |        |
|  | 1           | Misaki Matsutomo Ayaka Takahashi        | 21                                      | 18                                      | 21          |                                |                                  |              |                      |                      |                      |                      |                      |    |        |                                  |        |        |        |        |        |
|  |             | Vivian Hoo Kah Mun Woon Khe Wei         | 16                                      | 21                                      | 9           |                                |                                  |              |                      |                      |                      |                      |                      |    |        |                                  |        |        |        |        |        |
|  |             | Vivian Hoo Kah Mun Woon Khe Wei         | 16                                      | 21                                      | 9           | 1                              | Misaki Matsutomo Ayaka Takahashi | 21           | 21                   |                      |                      |                      |                      |    |        |                                  |        |        |        |        |        |
|  |             |                                         |                                         |                                         |             | 1                              | Misaki Matsutomo Ayaka Takahashi | 21           | 21                   |                      |                      |                      |                      |    |        |                                  |        |        |        |        |        |
|  |             | 4                                       | Jung Kyung-eun Shin Seung-shan          | 16                                      | 15          |                                |                                  |              |                      |                      |                      |                      |                      |    |        |                                  |        |        |        |        |        |
|  | 4           | 4                                       | Jung Kyung-eun Shin Seung-shan          | 16                                      | 15          | Jung Kyung-eun Shin Seung-shan | 21                               | 20           | 21                   |                      |                      |                      |                      |    |        |                                  |        |        |        |        |        |
|  | 4           |                                         |                                         |                                         |             | Jung Kyung-eun Shin Seung-shan | 21                               | 20           | 21                   |                      |                      |                      |                      |    |        |                                  |        |        |        |        |        |
|  |             | Eefje Muskens Selena Piek               | 13                                      | 22                                      | 14          |                                |                                  |              |                      |                      |                      |                      |                      |    |        |                                  |        |        |        |        |        |
|  |             |                                         |                                         |                                         |             |                                |                                  |              |                      |                      |                      |                      |                      |    | 1      | Misaki Matsutomo Ayaka Takahashi | 18     | 21     | 21     |        |        |
|  |             |                                         |                                         | Christinna Pedersen Kamilla Rytter Juhl | 21          | 9                              | 19                               |              |                      |                      |                      |                      |                      |    |        |                                  |        |        |        |        |        |
|  | 2           | Tang Yuanting Yu Yang                   | 21                                      | 21                                      |             |                                |                                  |              |                      |                      |                      |                      |                      |    |        |                                  |        |        |        |        |        |
|  | 3           | Nitya Krishinda Maheswari Greysia Polii | 11                                      | 14                                      |             |                                |                                  |              |                      |                      |                      |                      |                      |    |        |                                  |        |        |        |        |        |
|  | 3           | Nitya Krishinda Maheswari Greysia Polii | 11                                      | 14                                      |             | 2                              | Tang Yuanting Yu Yang            | 16           | 21                   | 19                   |                      |                      |                      |    |        |                                  |        |        |        |        |        |
|  |             |                                         |                                         |                                         |             | 2                              | Tang Yuanting Yu Yang            | 16           | 21                   | 19                   |                      |                      |                      |    |        |                                  |        |        |        |        |        |
|  |             |                                         | Christinna Pedersen Kamilla Rytter Juhl | 21                                      | 14          | 21                             |                                  |              | Wedstrijd voor Brons | Wedstrijd voor Brons | Wedstrijd voor Brons | Wedstrijd voor Brons | Wedstrijd voor Brons |    |        |                                  |        |        |        |        |        |
|  |             | Christinna Pedersen Kamilla Rytter Juhl | Christinna Pedersen Kamilla Rytter Juhl | 21                                      | 14          | 21                             | 28                               | 18           | Wedstrijd voor Brons | Wedstrijd voor Brons | Wedstrijd voor Brons | Wedstrijd voor Brons | Wedstrijd voor Brons | 21 |        |                                  |        |        |        |        |        |
|  |             | Christinna Pedersen Kamilla Rytter Juhl |                                         |                                         |             |                                | 28                               | 18           |                      |                      |                      |                      |                      | 21 |        |                                  |        |        |        |        |        |
|  |             | Chang Ye-na Lee So-hee                  | 26                                      | 21                                      | 15          |                                |                                  |              |                      |                      |                      |                      |                      |    | 4      | Jung Kyung-eun Shin Seung-shan   | 21     | 21     |        |        |        |
|  |             |                                         |                                         |                                         |             |                                |                                  |              |                      |                      |                      |                      |                      |    | 2      | Tang Yuanting Yu Yang            | 8      | 17     |        |        |        |